# Stanwood, Washington

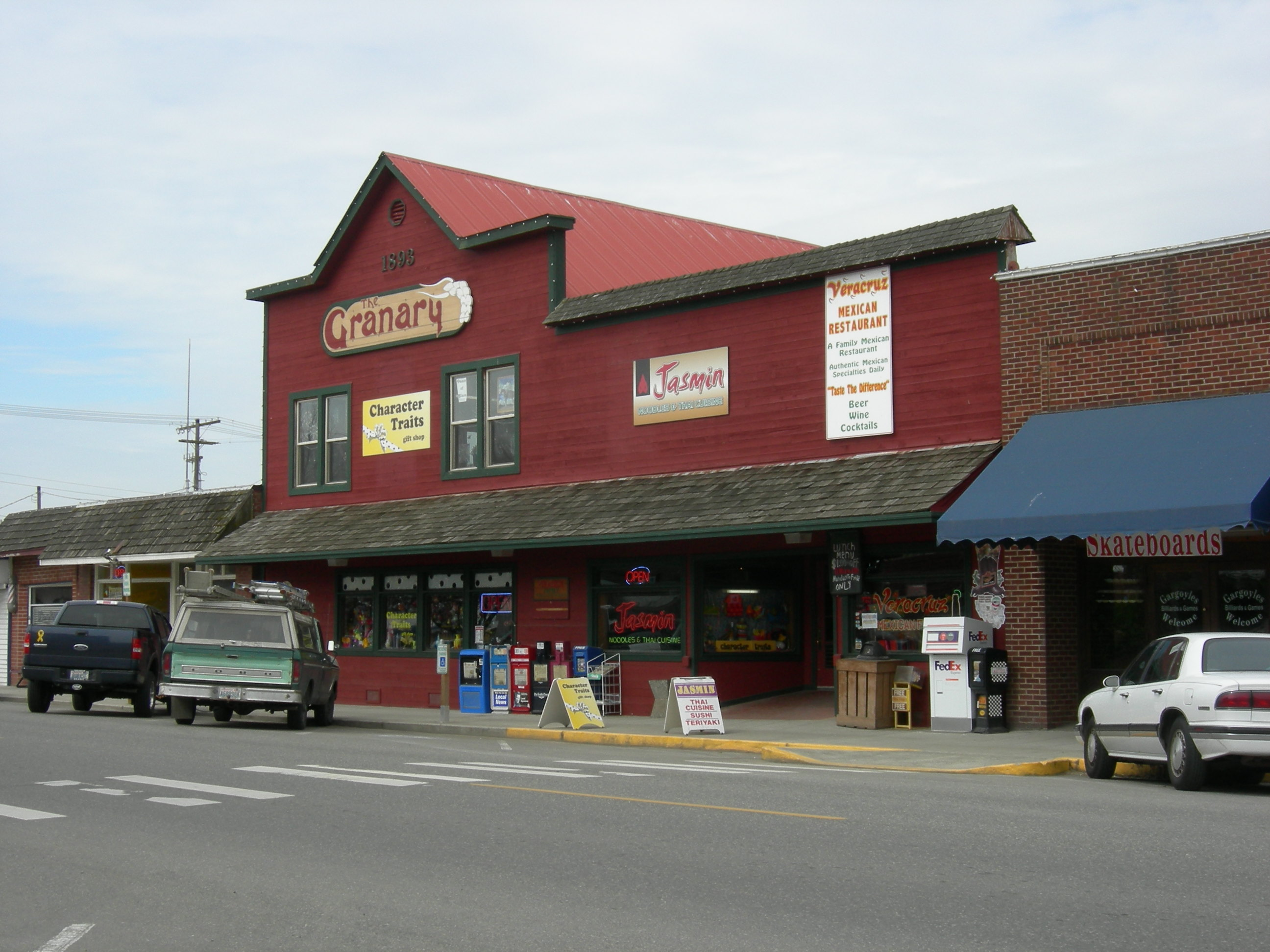
Tidigare "People's Union" kooperativa byggnad från 1903, 271st Avenue NW

Stanwood är en amerikansk stad i Snohomish County i delstaten Washington i USA. Den hade ungefär 6.200 invånare 2010. 
Före den vita bosättningen i området beboddes detta av Coast Salish-indianer. Den plast där Stanwood ligger beboddes av Stillaguamish-folket med 250 människor och tre stora potlatch-hus. Bosättning av vita amerikaner började i Stanwood 1866, och ortens första namn var "Centerville". Namnet ändrades till Stanwood 1877. 
Stanwood ligger vid floden Stillaguamishs mynning i Port Susan, som är en flik av Pugetsundet, och Skagit Bay, mynningen för Skagitfloden.
Utanför staden ligger konstskolan Pilchuck Glass School.

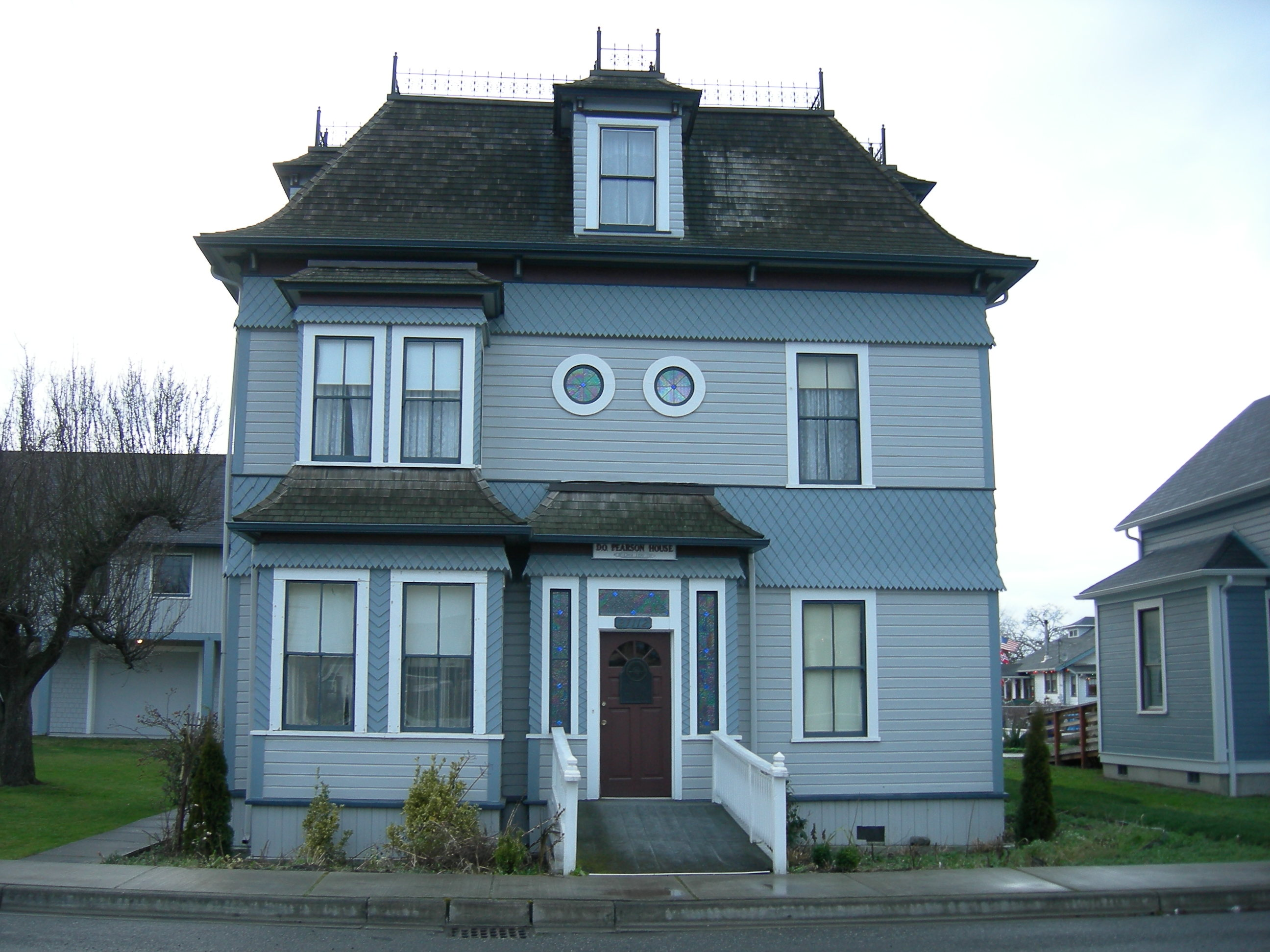
D. O. Pearson House från ungefär 1890, numera dela av Stanwood Area History Museum.
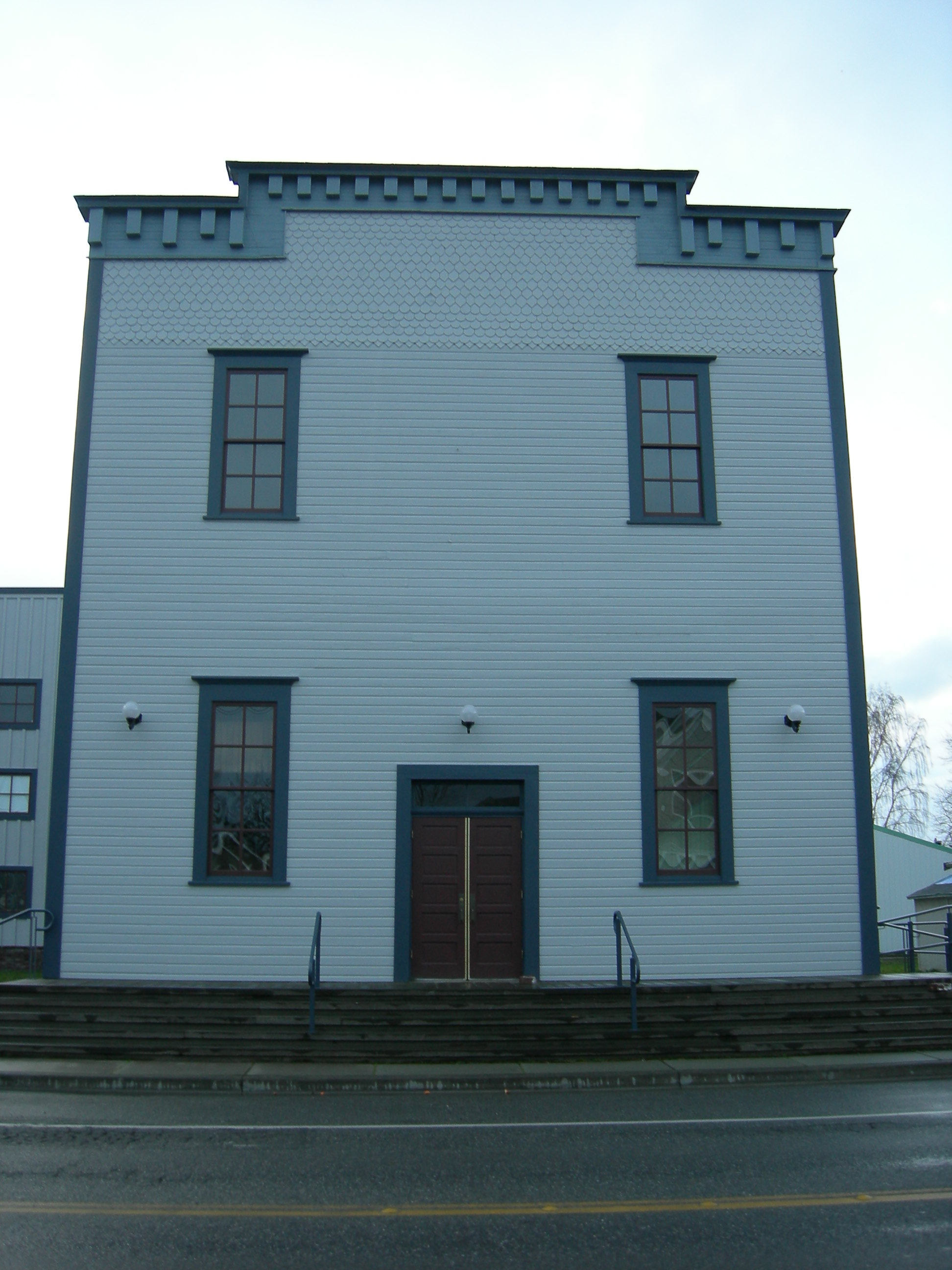
Stanwood IOOF Public Hall från 1903, numera Floyd Norgaard Cultural Center.